# New Buffalo (Michigan)
New Buffalo – miasto w Stanach Zjednoczonych, w stanie Michigan, w hrabstwie Berrien.